# Alton (Illinois)
Alton je grad u američkoj saveznoj državi Ilinois. Prema popisu stanovništva iz 2010. u njemu je živjelo 27.865 stanovnika.